# 1987 en photographie
| Années de la photographie : 1984 - 1985 - 1986 - 1987 - 1988 - 1989 - 1990    |
| Décennies de la photographie : 1950 - 1960 - 1970 - 1980 - 1990 - 2000 - 2010 |

Cet article présente les faits marquants de l'année 1987 en photographie.

## Événements
- Inauguration du Musée de la photographie à Charleroi en Belgique[1].
- Création du collectif français de photographes Agence Stock Photo par les photographes Robert Fréchette, Jean-François Leblanc et Martin Roy.
- Création de deux revues françaises de photographie : Photographies magazine[2] et Vis à vis.
- Commercialisation par Nikon du Nikon F-401, appareil photographique reflex mono-objectif autofocus argentique.
- Commercialisation par Canon du Canon EOS 650, appareil photographique reflex mono-objectif argentique.

## Photographies notables
- Andres Serrano, Immersion (Piss Christ).

## Livres de photographies
- Édouard Boubat, Lella, Paris, Contrejour (collection : Cahier d'images), 63 p.  (ISBN 2-85949-071-X).
- Mitch Epstein, In Pursuit of India, New York, Aperture  (ISBN 0-89381-214-5).
- William A. Ewing, La danse : chefs-d'œuvre de la photographie, Paris, Herscher, 1987, 240 p.[3].
- Pierre Gascar, Botanica : photographies de végétaux aux XIXe et XXe siècles, Paris, Centre national de la photographie, 1987, 127 p.  (ISBN 2-86754-042-9).
- Helmut Newton, Portraits : photographies prises en Europe et en Amérique, Paris, Nathan (collection : Nathan image), 246 p.  (ISBN 2-09-290042-0).

## Expositions
- 9 avril - 31 mai : Paul Nadar au Turkestan, Centre national de la photographie, Palais de Tokyo, Paris.
- 30 avril - 28 juin : Compostures : Karen Knorr, ARC [Animation, recherche, confrontation], Musée d'art moderne de la Ville de Paris[4].
- 4 mai - 26 juillet : Jaïna : Tom Drahos, Musée, Aurillac[5]

puis 29 avril - 26 juin 1988 : Musée Rimbaud, Charleville-Mézières.
- 26 mai - 30 août : Peter Henry Emerson (1856-1936), Musée d'Orsay, Paris[6],[7].

- 4 juin - 30 août : Photography and art : interactions since 1946, Los Angeles, Los Angeles county museum of art

puis 15 octobre 1987 - 24 janvier 1988 : Museum of art, Fort Lauderdale ; 6 mai - 6 juin 1988 : Des Moines Art Center, Des Moines.
- 5 juin - 23 août : Französische Photographie 1840-1871, Kunsthaus, Zurich[8].
- 10 septembre - 29 novembre : Henri Cartier-Bresson : The Early Work, Museum of Modern Art (MoMA),  New York[9],[10].

- 20 septembre - 13 décembre : Daniel Boudinet : un pays, ou 9 vues du jardin de Ian Hamilton Finlay, Fondation Cartier pour l'art contemporain, Jouy-en-Josas[11].

- 13 octobre - 3 janvier 1988 : Charles Sheeler : the photographs, Museum of Fine Arts, Boston

puis 28 janvier - 17 avril 1988 : Whitney Museum of American Art, New York ; 15 mai - 10 juillet 1988 : Dallas museum of art, Dallas.
- 27 octobre - 24 janvier 1988 : Photographies de Pierre Bonnard (1867-1946), Musée d'Orsay, Paris[12],[13].
- 30 novembre - 28 février 1988 : Camera Work (1903-1917), Musée d'Orsay, Paris[14].
- 1er décembre - 31 janvier 1988 : Ilse Bing : Paris, 1931-1952, Musée Carnavalet, Paris[15].
- 5 décembre - 24 janvier 1988 : Il Ticino e i suoi fotografi : fotografie dal 1858 ad oggi, Musée cantonal d'art, Lugano.
- 9 décembre - 17 janvier 1988 : Michael Schmidt. Bilder 1979-1986, Sprengel Museum, Hanovre[16].
- 9 décembre - 25 février 1988 : André Kertész, photographe, Musée Jacquemart-André, Paris[17].
- Zola photographe, Musée-galerie de la Seita, Paris[18].

## Festivals et congrès photographiques
- 5 juillet-15 août : 18es Rencontres de la photographie d'Arles, Cité des photographes, avec la première présentation en France des œuvres de Nan Goldin, notamment son diaporama The Ballad of Sexual Dependency[19],[20],[21].

## Prix et récompenses
- Grand Prix national de la photographie : Josef Koudelka.
- Prix Niépce : Agnès Bonnot.
- Prix Nadar : William A. Ewing (trad. Monique Lebailly, préf. George Cukor), Hoyningen-Huene : l'élégance des années 30, Paris, Denoël, 1986, 248 p. (ISBN 2-207-23272-7).
- Prix Kodak de la critique photographique : Patrick Tosani.
- Grand prix Paris Match du photojournalisme non décerné.
- Médaille David-Octavius-Hill non décerné.
- Prix Oskar-Barnack : Jeff Share.
- Prix Erich-Salomon : Josef Heinrich Darchinger
- Prix culturel de la Société allemande de photographie : Irving Penn.
- Prix du duc et de la duchesse d'York : Richard Baillargeon.
- Prix Robert Capa Gold Medal : Janet Knott, du Boston Globe pour ses photographies sur Haïti[22].
- Prix Pulitzer :
  - Prix Pulitzer de la photographie d'article de fond : David C. Peterson du journal Des Moines Register pour ses photographies sur les fermiers américains.
  - Pulitzer Prize for Spot News Photography : Kim Komenich du San Francisco Examiner pour sa couverture photographique de la chute et de la fuite de Ferdinand Marcos aux Philippines.
- Prix Ansel-Adams non attribué
- Prix W. Eugene Smith : Graciela Iturbide.
- Infinity Awards :
  - Prix de la publication Infinity Award : Robert Frank, New York to Nova Scotia (catalogue d'exposition), Musée des beaux-arts de Houston.
  - Infinity Award du photojournalisme : Eugene Richards.
  - Infinity Award for Art : Robert Rauschenberg.
  - Prix de la photographie appliquée : Jay Maisel.
  - Prix pour l'œuvre d'une vie : Harold Edgerton.
- Prix de la Société de photographie du Japon / prix annuel : Kōtarō Iizawa, Shunji Ōkura / espoirs : Tetsu Iida, Norio Kobayashi.
- Prix Higashikawa  : Joel Meyerowitz (photographe étranger) ; Ikkō Narahara (photographe japonais) ; Michiko Kon (photographe espoir) ; Kōji Kanbe (prix spécial).
- Prix Kimura Ihei : Ikuo Nakamura.
- Prix Ken-Domon : Hiroshi Suga pour ses photographies de Bali.
- World Press Photo de l'année : Alon Reininger pour sa photographie d'un malade du sida[23].
- Prix international de la Fondation Hasselblad : Hiroshi Hamaya.

## Naissances
- 30 mars : Ren Hang, photographe chinois, mort le 24 février 2017.
- 22 août : Jennifer Lescouët, photographe française.
- 2 novembre : Johan Lolos, photographe belgo-grec.

- Date précise inconnue ou non renseignée :
  - Sanne De Wilde,  photographe belge active à Amsterdam.
  - Meeri Koutaniemi, photographe photojournaliste finlandaise.
  - Youcef Krache, photographe algérien.
  - Evgeniy Maloletka, photojournaliste et photographe de guerre ukrainien.
  - Isadora Romero, photographe documentaire et artiste visuelle équatorienne.
  - Kali Spitzer, photographe autochtone canadienne.
  - Mélanie Wenger, photographe documentariste française.

## Décès
- 9 janvier : Viktor Temine, photographe russe, né le 3 novembre 1908.
- 28 février : Gashō Yamamura, photographe japonais, premier lauréat en 1976 du prix Ina-Nobuo, né en 1939.
- 8 mars : 
  - Jacques Moutin, photographe de mode et directeur artistique du mensuel français Jardin des modes, né le 21 juillet 1920.
  - Iwao Yamawaki, photographe japonais, né le 29 avril 1898.
- 10 mars : 
  - Bruno Bernard, photographe américain, né le 2 février 1912.
  - Santeri Levas, écrivain finlandais spécialiste de Jean Sibelius et photographe, né le 8 février 1899.
- 2 avril : Kansuke Yamamoto, photographe et poète japonais, né le 30 mars 1914.
- 12 avril : Michel Sima, sculpteur, céramiste et photographe polonais actif en France, né le 20 mai 1912.
- 6 mai : Karel Plicka, photographe et réalisateur tchèque, né le 14 octobre 1894.
- 6 juin : Raymond Bègue, photographe portraiste, publicitaire et de plateau français, né le 4 août 1904.
- 22 juillet : Sakae Tamura, photographe japonais, né le 17 septembre 1906.
- 13 août : Annelise Kretschmer, photographe allemande, née le 11 février 1903.
- 4 septembre : Pierre de Fenoÿl, photographe français, né le 14 juillet 1945[24].
- 26 novembre : Peter Hujar, photographe américain, né le 11 octobre 1934.
- 16 décembre : Shigeru Tamura, photographe et photojournaliste japonais, né le 28 février 1909.

- Date précise inconnue ou non renseignée :
  - Joseph Cayet, photographe belge, né en 1907.

## Célébrations
Centenaire de naissance
- Fernand Cuville
- Tonka Kulčar-Vajda
- Édouard Kutter
- Boris Lipnitzky
- Lorenzo Almarza Mallaina
- Minoru Minami
- Indalecio Ojanguren
- Joseph T. Rucker
- Paul Wolff

Centenaire de décès
- Giuseppe Allegri
- Thomas Annan
- Hippolyte Bayard
- Paul Chappuis
- John Benjamin Dancer
- Daniel Davis, Jr.
- Charles D. Fredricks
- Luis García Hevia
- Anatole Louis Godet
- Ukai Gyokusen
- Johann Franz Michiels
- Caroline Emily Nevill
- Charles Paturel
- Carol Szathmari

Bicentenaire de naissance
- Louis Daguerre